# 津和野町津和野伝統的建造物群保存地区
津和野町津和野伝統的建造物群保存地区（つわのちょうつわの でんとうてきけんぞうぶつぐんほぞんちく）は、島根県鹿足郡津和野町後田の橋北地区にある伝統的建造物群保存地区の名称である。保存地区内の道や水路などの地割りは、江戸初期に整備されて以降、大きな変化はなく、幕末から昭和初期にかけて形成された建造物群や、洋風建築のカトリック教会などの町並みが形成されている。2013年（平成25年）8月7日に重要伝統的建造物群保存地区：種別「武家町・商家町」に選定された。

太皷谷稲成神社から見た津和野の町並み。石州赤瓦が多く見られる。

## 概要

### 地理・歴史
津和野町は島根県の西端に位置し、周囲を山並みに囲まれた南北に細長い盆地にあり、町の中心部は旧城下町で旧山陰道を中心に町が形成されている。保存地区は、旧城下町の北部の橋北地区にあり、東を津和野川と後方の山、西側を津和野城がある城山に挟まれた谷間に位置し、標高は南端にある大橋付近で158.4メートル、北端で153.4メートルと、ほぼ平坦な地形である。西の山裾に挟まれた旧山陰道の両側に形成された武家町や商家町からなり、東西約160メートル、南北約700メートル、面積約11.1ヘクター ルの範囲にある。南端の大橋付近からは南西側に城山の津和野城跡の石垣が臨める。
津和野城は鎌倉後期に吉見頼行による築城で、その後、元和3年（1617年）因幡国鹿野藩（鳥取県鳥取市鹿野町）より亀井政矩が入城し、以後、明治維新まで11代にわたり亀井氏の居城であった。発掘調査結果から推測すると、中世以前は城の西側に町が広がっており、東側にある保存地区内の城下町辺りには、地名が「後田」ということからも、かつて田畑が広がっていたと考えられており、今に残る保存地区内の城下町の形成は江戸期から始まったと考えられている。元禄年間（1688-1704年）の絵図に、武家町、商家町、寺町の詳細な敷地割が描かれていることから、江戸初期には現在に続く城下町の地割整備は完成していたと考えられる。
明治期に入ると武家屋敷にいた家老は多胡家を残し津和野から離れ、武家屋敷は空地になり、その後、郡役所（現・津和野町役場津和野庁舎）などが建てられ、商家町の町家も多くは明治期以降に建て替えられたが、江戸期に構築された基本的な地割は変わらず、多種多様な町家が並び、幕末期から戦後すぐまでに建てられた伝統的建築物の町家が存在している。
1922年（大正11年）に国鉄（現・JR西日本）の山口線が開通し、人や物資が大量に移動することで交通量が増し、旧城下町を通る旧山陰道だけでは捌ききれず、旧城下町より西側に産業通り（現・高岡通り）が整備された。このことで旧城下町の通りを拡幅などの改変がされず、また第二次大戦後には過疎化により大規模な開発が行われず、建築物が乱立することなく現在に至り、江戸初期からの基本的な地割りや伝統的建築物が今に残っている。

### 保存地区の町並
幕末の嘉永の大火（1853年）で城下町の多くが焼失したが、城下町として整備された江戸初期からの通りや水路などの地割りは原形をとどめ、現状の街並みは、それ以降の建物で占められ、江戸末期から戦前ごろまでの多様な建築様式が見られる。保存地区内城下町の主要な通りは南北に延びる旧山陰道で、保存地区内の中央辺りから南側が「殿町通り」、その北側が「本町通り」とよばれ、江戸時代には殿町通りと本町通りの境界には惣門があった。「殿町通り」は保存地区の南側にある旧武家町で、「本町通り」は、殿町通りから北に広がる旧商家町となっている。本町通りと並行して東に「万町通り」、西に「新丁通り」があり、またそれらに直行する通りがいくつか存在する。城下町と共に整備された水路は、現在も各通り沿いに水をたたえている。

#### 殿町通り

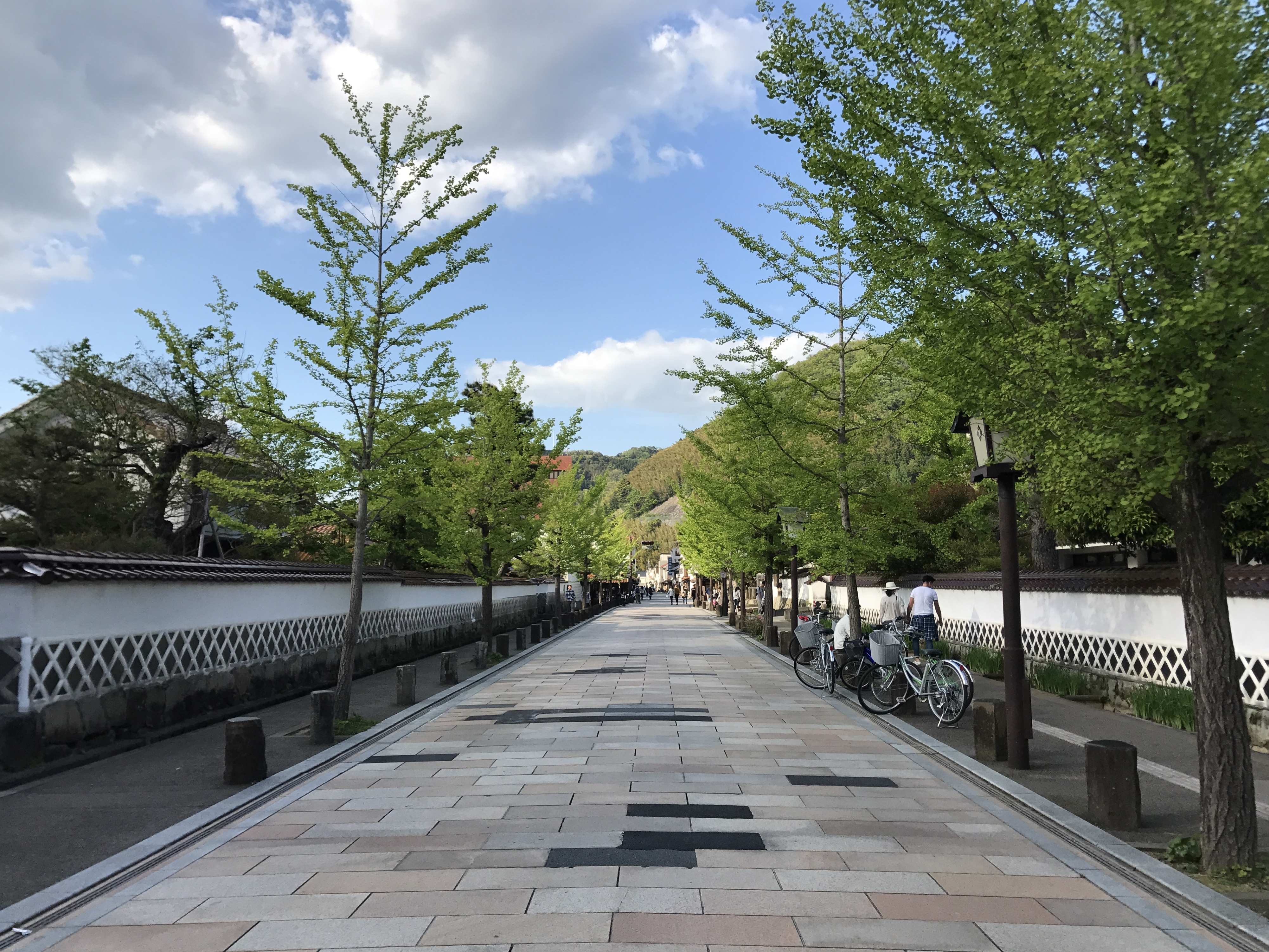
殿町通り

「殿町通り」の武家町は、津和野藩筆頭家老の多胡家をはじめ上級家臣の居住地で、 江戸末期は東半分を森鷗外など著名な門下生を輩出した津和野藩校養老館の敷地が占めた。現在でも、大火直後幕末期の建物として多胡家邸の表門や幕末に移設された藩校養老館の武道場などが良好に残り、後に整備された土塀や門と合わせ当時の雰囲気が残る。また昭和に入り、殿町通りの北端東側の明治商人の堀九郎兵衛の館跡に、カトリック教会が建設されたが、キリシタン弾圧による殉教者を弔うために建てられたもので、津和野の歴史の貴重な建築物となっている。

#### 本町通り

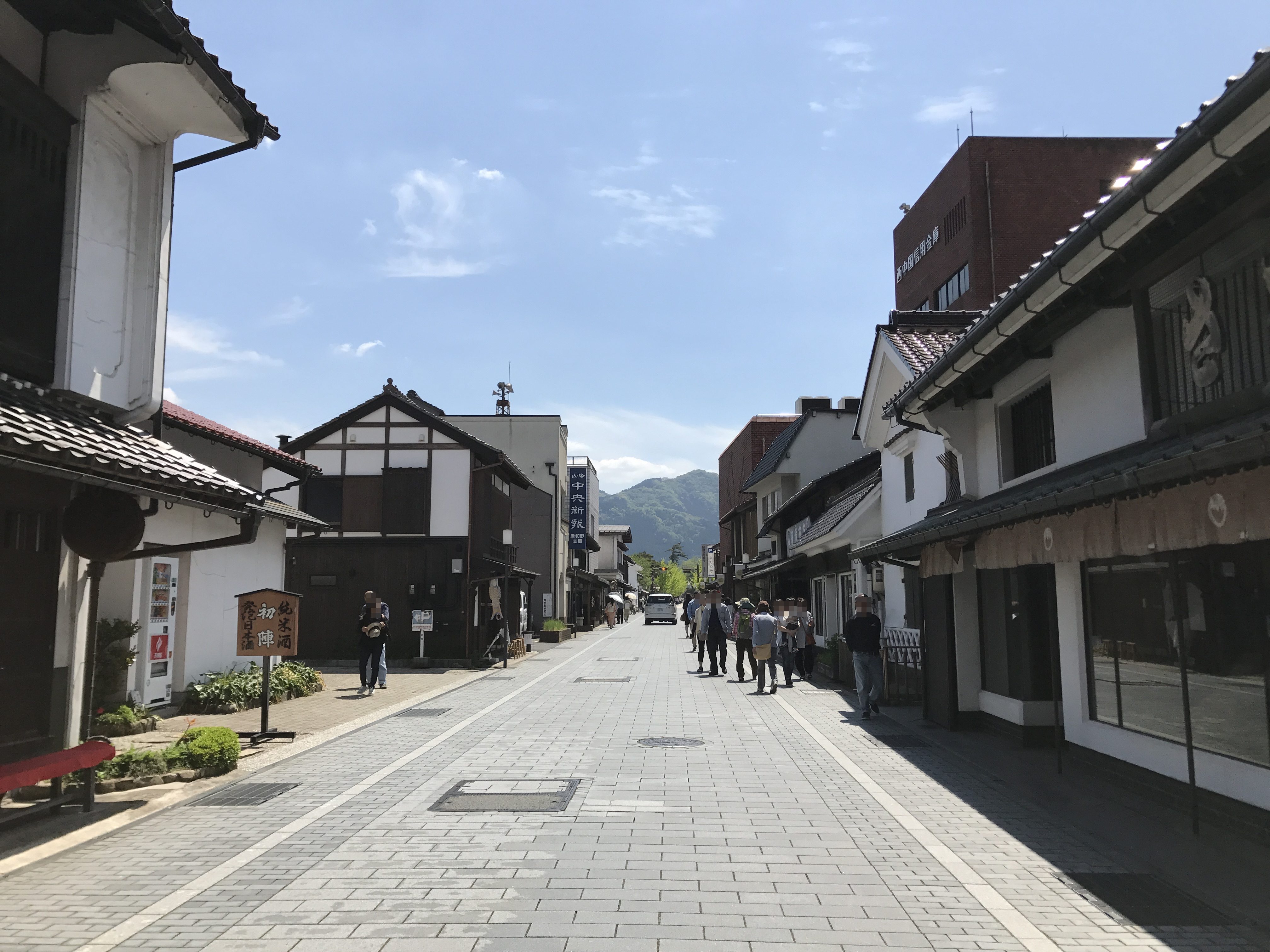
本町通り

「本町通り」の旧商家町は旧山陰道を中心に、各通り沿いにある商家群と住宅群から成り立っている。大火直後幕末期の建物として、分銅屋と呉服店が残る。旧山陰道に面した町家の規模は大きく、表通りに店を構え、脇に土蔵や来客用の表門を配置し、主屋の背後に中庭を配置するのが一般的で、酒屋などの敷地では、主屋の背後に土蔵群を設け、背後の通りまでを一区画とする規模である。町家の主屋は、切妻造桟瓦葺で、平入とするのが一般的で、屋根は赤茶色の石州瓦を特徴とし、石州赤瓦の建物群は幕末から昭和初期にかけて形成されている。

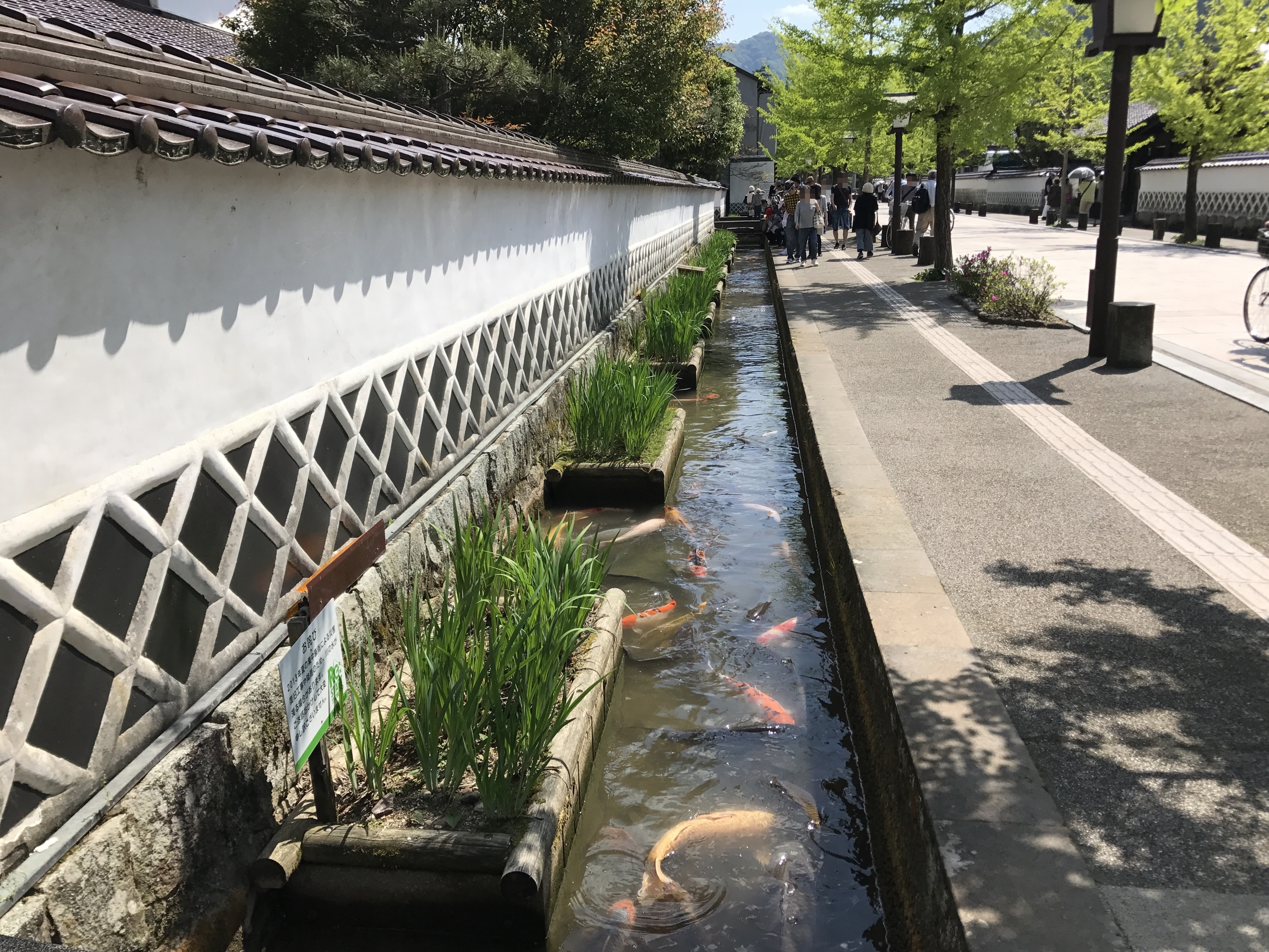
通り脇の水路
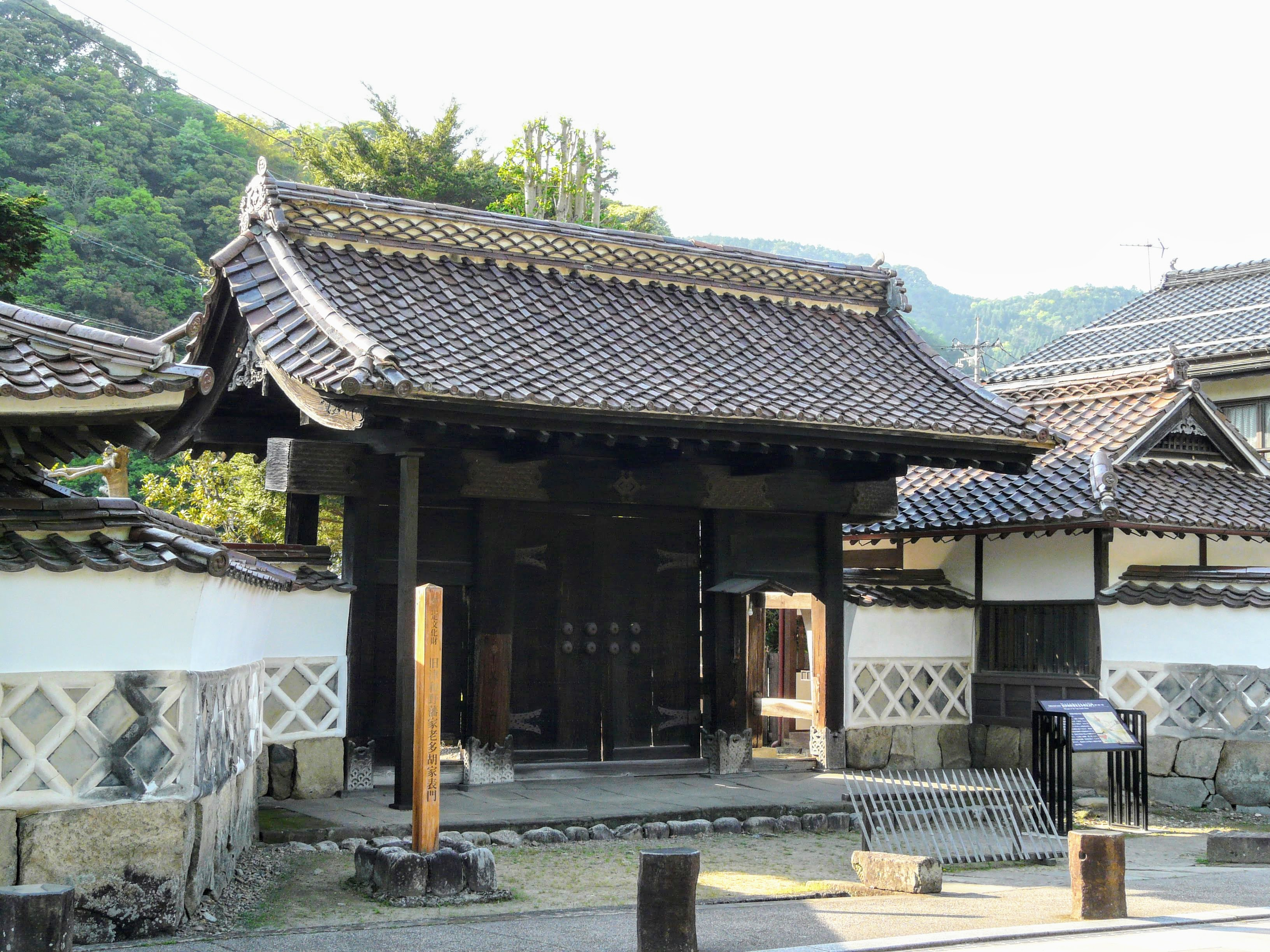
旧津和野藩家老多胡家表門
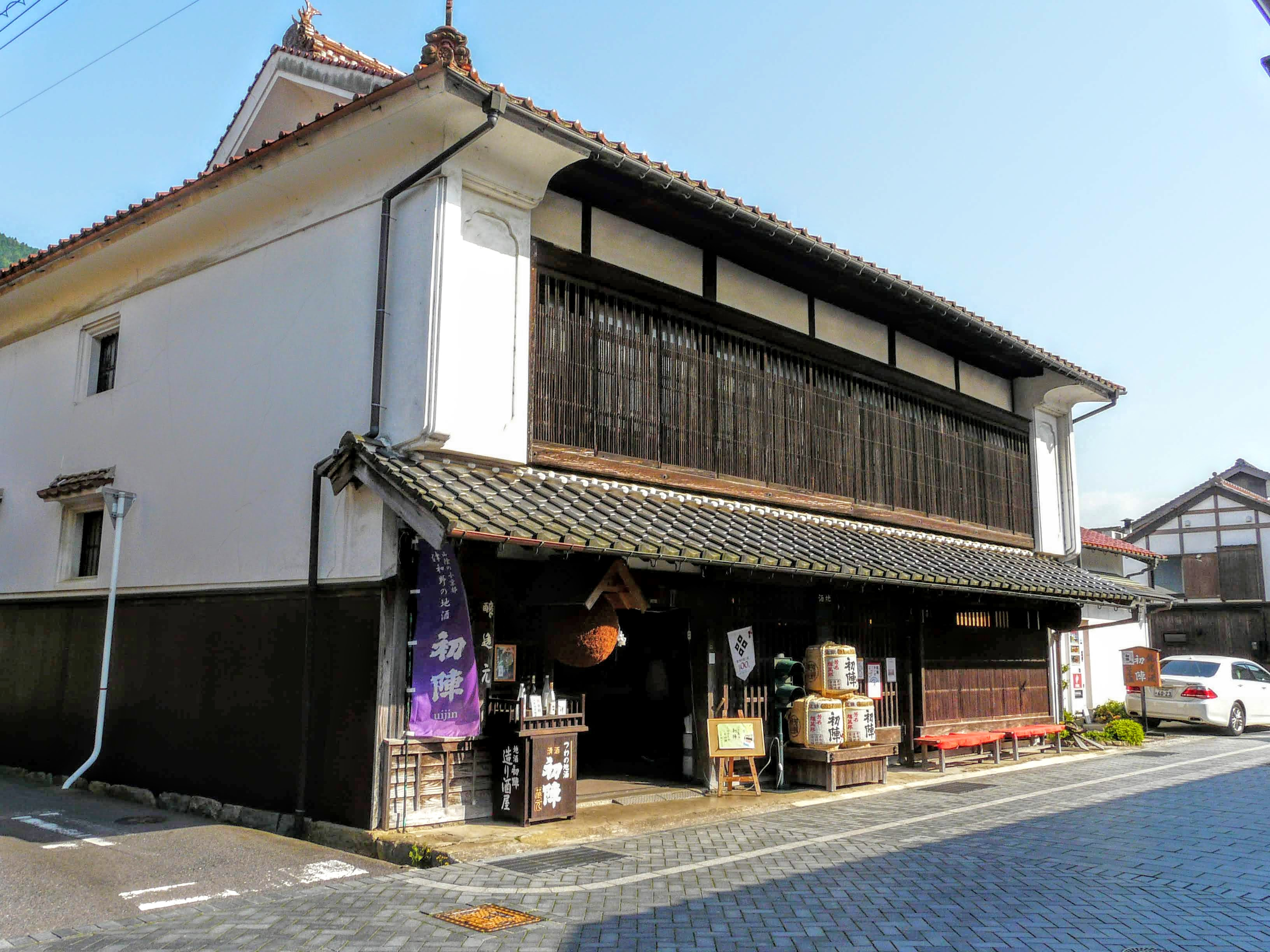
古橋酒造場店舗兼主屋
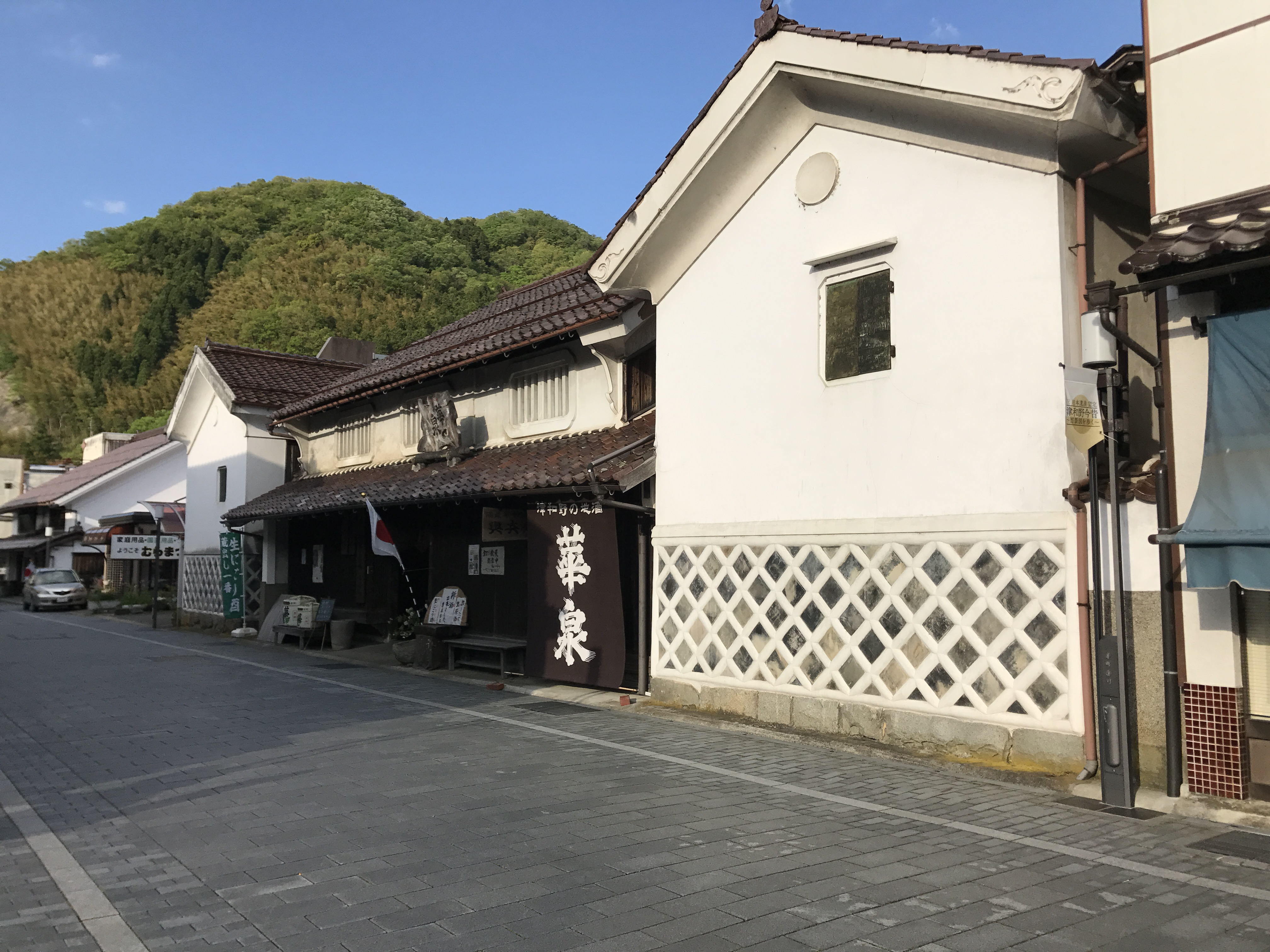
華泉酒造場
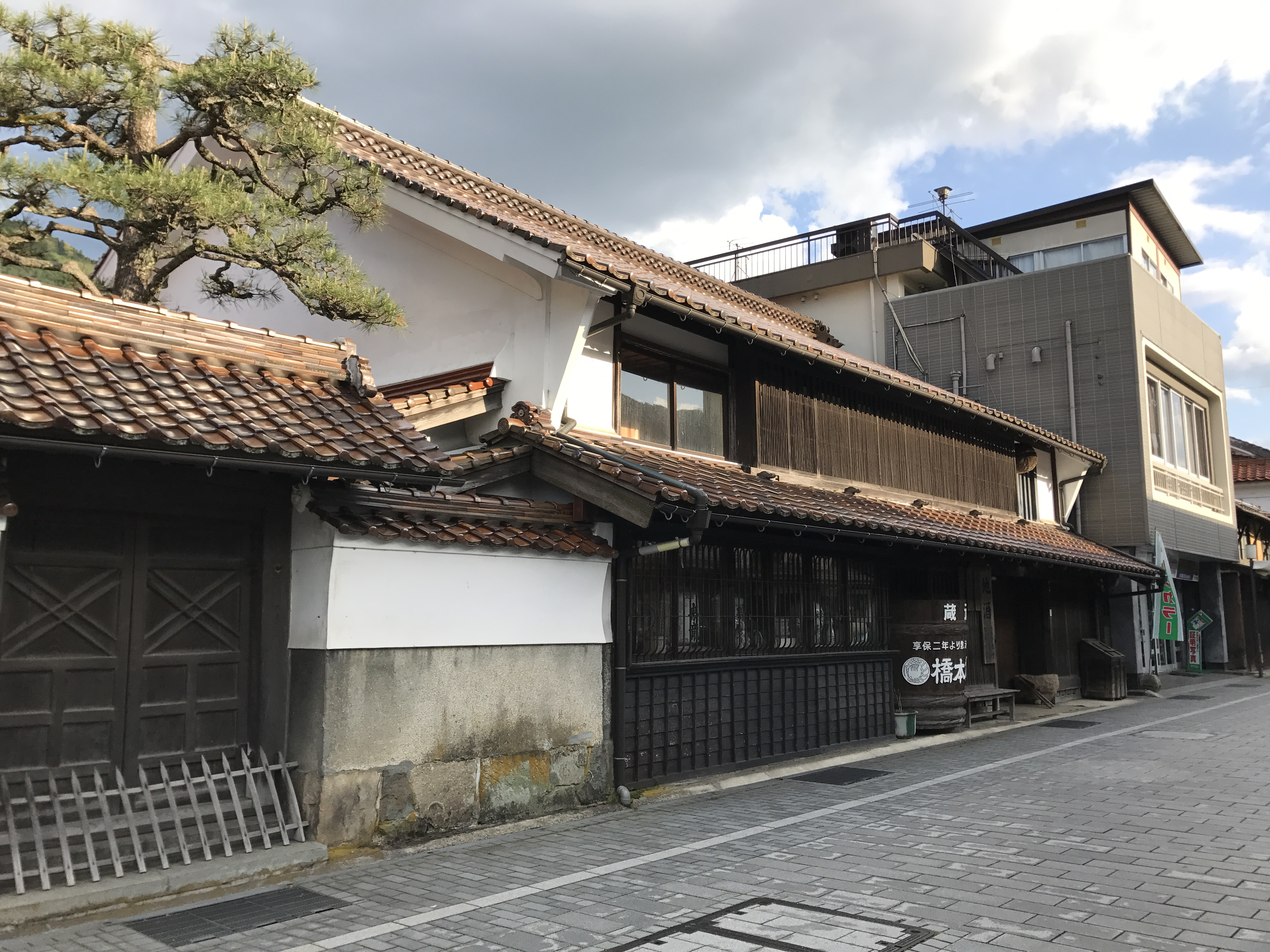
橋本酒造
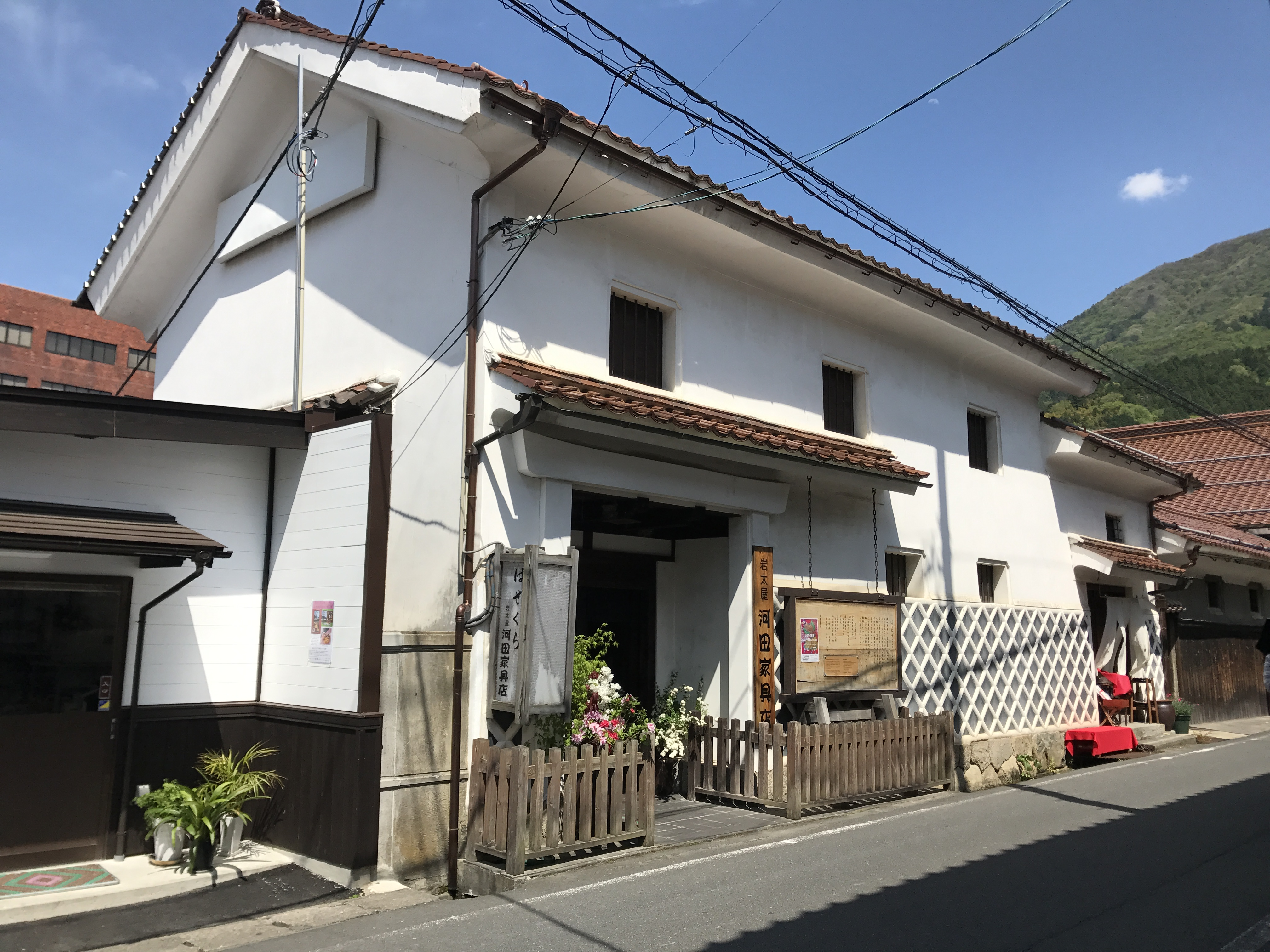
河田商店本蔵
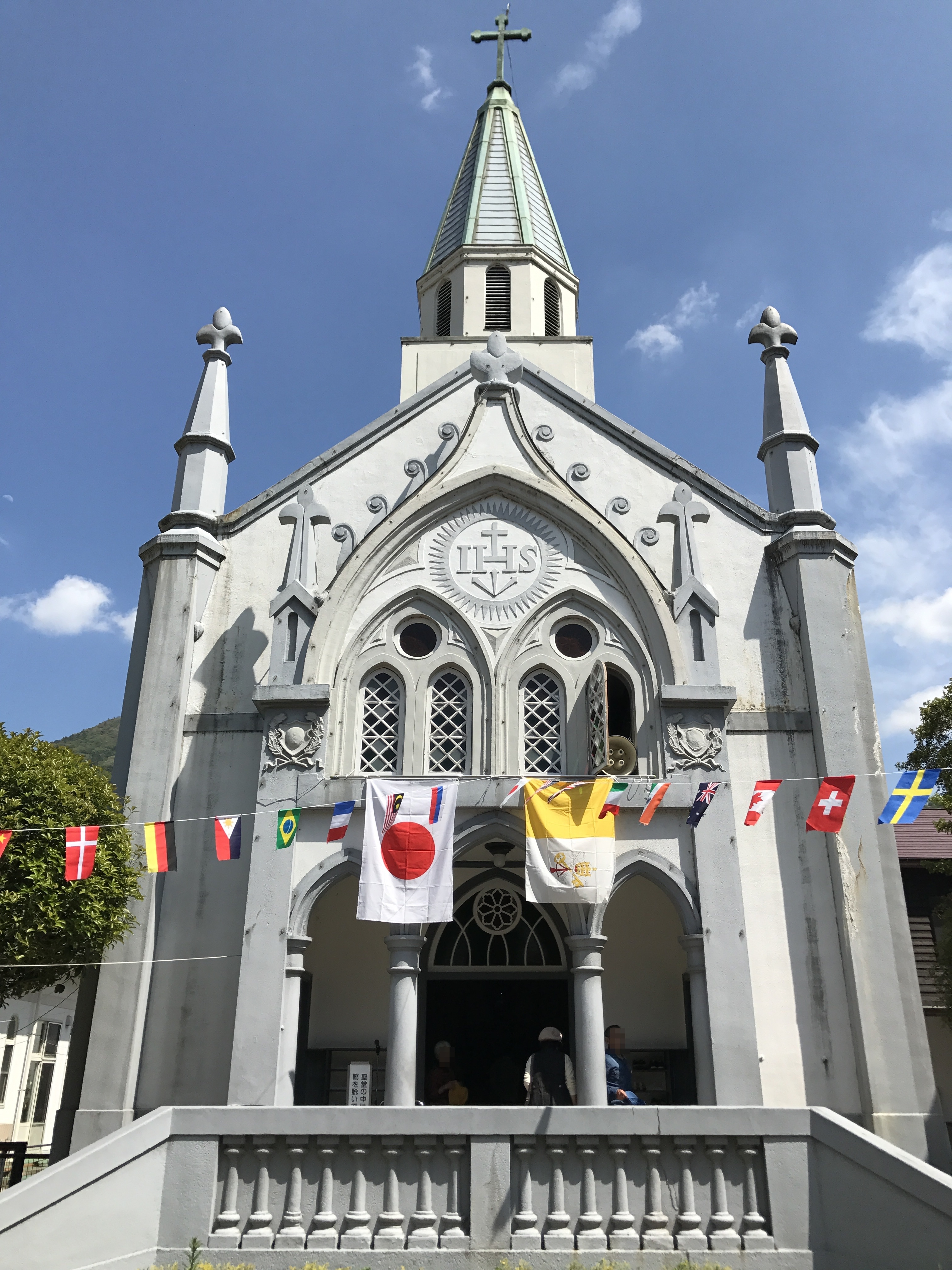
津和野カトリック教会

## 町並み保存の経緯
1973年（昭和48年）に津和野町環境保全条例が制定され、城下町の面影を残す歴史遺産や周辺の自然環境を対象とし保全の取り組みが始まった。その後、殿町通りの多胡家表門、藩校養老館が県指定文化財の指定を受け、また伝統的文化都市環境保存地区整備事業により江戸期の街並み整備が行われるなど、歴史的な景観保全の意識が次第に高まった。1997年（平成9年）以後に、津和野町役場津和野庁舎、津和野カトリック教会など、殿町通りから本町通りの約40棟の伝統的建造物が国の登録有形文化財に、4ヵ所の商家・庭園が国の登録記念物に登録され、文化財の保護の意識がより一層高まった。
一方で過疎化による人口減少があり、特に城下町のある橋北地区では空き家・空き地が増加し、旧態の町並みが次第に崩れ、町並みの保存の取り組みが緊急かつ重要な課題となり、登録有形文化の所有者や多くの町民から歴史的建造物保存の補助制度導入の要望があり、2012年（平成24年）6月に「津和野町伝統的建造物群 保存地区保存条例」が制定され、歴史を活かした町づくりと恒久的な町並み保存の取り組みが始まり、重要伝統的建造物群保存地区選定に至る。

## 伝統的建造物群保存地区概要
- 地区名称：津和野町津和野伝統的建造物群保存地区
- 所在地：津和野町後田の一部（範囲についてはオープンストリートマップ参照：こちら）
- 種別：武家町・商家町
- 選定年月日：2013年（平成25年）8月７日
- 選定基準：伝統的建造物群および地割がよく旧態を保持しているもの
- 保存地区面積：11.1 ヘクタール
- 伝統的建造物：198件（令和元年4月現在[11]、内訳詳細は下記表を参照）

|                     | 件数 | 内訳                                                 |
| ------------------- | ---- | ---------------------------------------------------- |
| 建築物 伝統的建造物 | 145  | （店舗兼）主屋、土蔵、教会、付属屋（倉庫含）、その他 |
| 工作物 伝統的建造物 | 25   | 門塀、土塀、門、石垣、鳥居、狛犬、石灯籠など         |
| 環境物件            | 28   | 樹木、池、水路                                       |

## 保存地区内の文化財

### 国の登録有形文化財
建造物
- 津和野カトリック教会 - 登録年月日：1996年（平成8年）12月20日[12]。

津和野は長崎浦上のキリシタン信徒の殉教地で、ビリオン神父が創設。現・建物は1929年（昭和4年）再建。建築面積131㎡。木造平屋建の単塔式のゴシック様式で簡潔な図柄のスデンドグラスがある。
- 津和野カトリック教会神父館 - 登録年月日：2010年（平成22年）9月10日[12]。

1917年建築。建築面積69㎡、桁行13ｍ、梁間5.4ｍの木造２階建で和風庭園に西面して建つ。寄棟造スレート葺。
- 津和野町役場（旧鹿足郡役所） - 登録年月日： 1996年（平成8年）12月20日[12]。

1919年建築。建築面積595㎡。津和野の大正期からの役場。真壁造、瓦葺きの和風建築で、正面に車寄せ、左右に翼屋が突き出す特徴的な役場建築の形態を保つ｡
- 分銅屋 - 登録年月日：2010年（平成22年）9月10日[12]。

- 分銅屋店舗兼主屋。

安政（1854 - 1860）ごろ建築。通りに西面する建築面積185㎡、間口11mの町家。切妻造鉄板葺で、当初は、つし２階建。津和野における町家の一例。
- 分銅屋土蔵。

安政(1854 - 1860）ごろ建築。建築面積38㎡、桁行8.5ｍ、梁間4.5ｍの土蔵造２階建。
- 分銅屋ござ蔵およびびんつけ蔵。

明治後期（1898 - 1911）建築。建築面積52㎡、桁行13ｍ、梁間4.0ｍ、切妻造桟瓦葺。作業場の名残を留める。
- 分銅屋はぜ蔵。

明治後期（1898 - 1911）建築。建築面積83㎡、桁行13ｍ、梁間5.9ｍの石積基礎上に建つ土蔵造平屋建、切妻造桟瓦葺。
- 旧布施時計店店舗兼主屋 - 登録年月日：2010年（平成22年）9月10日[12]。

1934年（昭和9年）建築。建築面積139㎡、木造２階建、桟瓦葺。
- 古橋酒造場 - 登録年月日：2010年（平成22年）9月10日[12] - 1921年（大正10年）ごろ建築。

- 古橋酒造場店舗兼主屋。

建築面積310㎡、間口13ｍ、木造2階建の町家。1955年（昭和30年）増築の座敷を付設する。
- 古橋酒造場作業場。

建築面積165㎡、桁行24ｍ、梁間7.0ｍ、石積基礎の土蔵造２階建、切妻造桟瓦葺。重厚な街路景観を形成する。
- 古橋酒造場仕込蔵。

建築面積301㎡、桁行28ｍ、梁間最大12ｍ、切石基礎に建つ大規模な２階建土蔵。入母屋造桟瓦葺。酒造場らしい構え。
- 古橋酒造場貯蔵蔵。

敷建築面積197㎡、桁行19ｍ、梁間10ｍの土蔵造平屋建。切妻造桟瓦葺。
- 古橋酒造場旧衣装蔵。

建築面積23㎡、桁行4.6ｍ、梁間4.0ｍの土蔵造２階建、切妻造。
- 河田家商店 - 登録年月日：2010年（平成22年）9月10日[12] - 明治後期（1898 - 1911）建築。

- 河田商店本蔵。

建築面積83㎡。桁行14ｍ、梁間5.9ｍの土蔵造２階建。切妻造桟瓦葺、主屋と一連で街路景観を形成する。
- 河田商店店舗兼主屋。

建築面積217㎡。骨太で剛直な外観。間口9.9ｍの木造厨子（つし）2階建、切妻造桟瓦葺の平入町家。
- 河田商店離れ。

主屋の西北に建つ。建築面積22㎡、桁行7.2ｍ、梁間3.3mの木造２階建。南面に縁が付く。2階は床の間や棚、平書院を設ける書院座敷。
- 河田商店庭の蔵。

主屋の西方の庭を挟んだ位置に建つ。建築面積46㎡、桁行8.8ｍ梁間4.7ｍの２階建土蔵造。
- 河田商店奥の蔵。

庭の蔵の西に建つ。建築面積49㎡、桁行5.9ｍ、梁間5.9ｍ、切妻造桟瓦葺の２階建土蔵造。装飾のない質実な蔵。
- 俵種苗店店舗兼主屋 - 登録年月日：2010年（平成22年）9月10日[12]。

建築面積118㎡、間口10ｍの木造つし２階建、切妻造桟瓦葺。津和野の伝統的な町家の佇まい。
- ささや呉服店 - 登録年月日：2010年（平成22年）9月10日[12]。江戸末期（1830 - 1867）建築。

- ささや呉服店店舗兼主屋。

建築面積207㎡、間口14ｍ、木造2階建、切妻造桟瓦葺。商家の表構えを残す。
- ささや呉服店座敷蔵。

建築面積32㎡、桁行5.8ｍ、梁間3.2ｍの土蔵造２階建、切妻造、桟瓦を葺く。
- ささや呉服店旧呉服蔵。

建築面積23㎡、桁行5.9ｍ、梁間3.9ｍの土蔵造２階建。切妻造、桟瓦で葺く。主屋と一体で、街路景観を構成する。
- ささや呉服店唐津蔵

建築面積24㎡、桁行6.7ｍ、梁間3.7ｍ、割石基礎に建つ土蔵造２階建、切妻造妻入、桟瓦を葺く。
- 橋本酒造場 - 登録年月日：2010年（平成22年）9月10日[12]。明治中期（1883 - 1896）建築。

- 橋本酒造場店舗兼主屋

建築面積350㎡、間口14ｍ、平入町家、切妻造で桟瓦を葺き、木造つし２階建。重厚な表構えの大規模な商家建築。
- 橋本酒造場道具蔵

建築面積26㎡、桁行5.6ｍ、梁間4.7ｍ、自然石積基礎上に建つ土蔵造２階建。切妻造で桟瓦葺。
- 橋本酒造場表門

間口1.7ｍの棟門、左右に袖塀が付く。桟瓦葺。
- 華泉酒造場 - 登録年月日：2010年（平成22年）9月10日[12]。

- 華泉酒造場店舗兼主屋

明治中期（1883-1896）建築。建築面積303㎡、間口11ｍ、木造２階建、切妻造、桟瓦で葺く。
- 華泉酒造場道具蔵

江戸末期（1830 - 1867）建築。建築面積27㎡、桁行6.8ｍ、梁間3.9ｍ、自然石を並べた基礎に建つ土蔵造２階建。切妻造妻入で桟瓦葺。
- 華泉酒造場旧衣装蔵

江戸末期（1830 - 1867）建築。建築面積38㎡、桁行9.5ｍ、梁間3.9ｍ、土蔵造２階建。切妻造、桟瓦葺。
- 華泉酒造場中の蔵

江戸末期（1830 - 1867）建築。建築面積191㎡、梁間6.5ｍ、桁行30ｍ、基礎は石積で内部は土間の長大な平屋建土蔵。切妻造桟瓦葺。老舗酒造場の佇まいを伝える大規模醸造蔵。
- 華泉酒造場東の蔵

江戸末期（1830 - 1867）建築。建築面積144㎡、南北15ｍ、東西9.3ｍの規模。土蔵造２階建。
- 河田家住宅主屋 - 登録年月日：2010年（平成22年）9月10日[12]。

間口11ｍの町家。建築面積170㎡、切妻造桟瓦葺。1階正面は店舗で、近代商家の面影を残す。
- 財間家住宅 - 登録年月日：2010年（平成22年）9月10日[12] - 明治後期（1898 - 1911）建築。

- 財間家住宅主屋。

間口15ｍの木造２階建、建築面積408㎡、切妻造桟瓦葺で、1階に平格子や出格子を設け、津和野の代表的な町家建築である。
- 財間家住宅上の蔵。

敷地東南隅にあり、建築面積35㎡、切妻造。石積基礎上に建つ土蔵造２階建。
- 財間家住宅下の蔵。

上の蔵の北にあり、建築面積35㎡、桁行9.6ｍ、梁間3.7ｍ。切妻造桟瓦葺、石積基礎上に建つ土蔵造２階建。上の蔵と一連で敷地東辺の景観を形成する。
- 財間家住宅部屋の蔵。

主屋北側に庭を挟んだ位置に建つ。建築面積23㎡、桁行5.9ｍ、梁間3.9ｍ。石積基礎上に建つ土蔵造２階建。切妻造桟瓦葺。
- 財間家住宅漬物倉および木小屋。

主屋背後に接続する。建築面積35㎡、桁行12ｍ、梁間2.9ｍ、木造平屋建。切妻造桟瓦葺。主屋から連続し街路景観を形成する。
- 財間家住宅本門。

主屋の北の通りに面し建つ。一間腕木門で、左右に袖塀が付く。主屋や部屋の蔵とともに重厚な屋敷構えを形成する。
- 財間家住宅横門。

屋敷南の小路に面する門。漬物倉および木小屋と上の蔵との間に建つ。間口1.8ｍ。簡易な通用門で、小路沿いの屋敷構えの一端を担う。

### 国の登録記念物
- 田中氏庭園 - 登録年月日：2013年（平成25年）8月1日[12]。

民家の奥庭として作庭された庭園。江戸期はこの地に藩の迎賓施設や家老屋敷などが存在したが、明治期以降に銀行、町家としての土地利用が進み、1886年（明治19年）に製糸業を営んだ三浦五郎右衛門が主屋を建築し、庭園の原形が形成されたと考えられている。その後、1927年（昭和2年）に絹織物で財を成した田中氏の所有となり、現状の形態へとなった。庭園は、殿町通沿いに建つ店舗・主屋の西南側に位置する池泉庭園。主屋の座敷から観賞し、また池泉の周囲を回遊できるようなっている。殿町通沿いの用水路から引き入れられた水は、池泉を一巡した後、池泉の暗渠を経て再び表の用水路へと排水される。このような水循環の池泉への導排水は、津和野城下の他の池泉庭園にも共通する。
- 財間氏庭園 - 登録年月日：2013年（平成25年）8月1日[12]。

近代以降に完成した町家の庭園。1899年（明治32年）に財間氏の酒類販売店舗兼主屋が建築されたさい庭園の原形が形成されたと考えられている。
- 椿氏庭園 - 登録年月日：2013年（平成25年）8月1日[12]。

近代以降に完成した町家の庭園。香油・精蝋などの商家で、建築は嘉永6年（1853年）の大火直後の改築によると考えられ、庭園も同様の時期に作庭されたと考えられる。
- 岡﨑氏庭園 - 登録年月日：2013年（平成25年）8月1日[12]。

近代以降に完成した町家の庭園。岡﨑氏は，嘉永6年（1853年）の大火の翌年に藩の御用商人として「さゝや」を創業し、明治時代に呉服・洋端物・小間物・荒物陶器等を幅広く取り扱う商家へと成長。庭園は隣地境界の塀との間の狭隘な帯状の空間に所在。

### 県指定文化財
有形文化財（建造物）
- 旧津和野藩家老多胡家表門 - 指定年月日：1977年（昭和52年）5月4日。

津和野藩筆頭家老を務めた多胡家の表門で、左右に番所を構え「殿町通り」に面して建つ。表門は３間１戸の薬医門の形式で、屋根は切妻造、瓦葺き。
史跡
- 津和野藩校養老館 - 指定年月日：1969（昭和44年）2月18日。

津和野藩校「養老館」は、天明6年（1786年）に津和野８代藩主・亀井矩賢により創設。嘉永6年(1853)の大火後の安政年間に、現在に残る建物が殿町に移設新築された。現在残る校舎「武術棟」（槍術教場、剣術教場）と土蔵「御書物蔵」の２棟、それらの敷地が史跡に指定されている。

## アクセス
- JR西日本・山口線津和野駅下車徒歩2分程度で保存地区内。

## 周辺施設
- 津和野城
- 太鼓谷稲荷神社
- 鷲原八幡宮
- 津和野町郷土館（外部リンク参照）